# Дреджешть (Тетерешть, Бакеу)
Дреджешть, Дреджешті (рум. Drăgești) — село у повіті Бакеу в Румунії. Входить до складу комуни Тетерешть.
Село розташоване на відстані 218 км на північний схід від Бухареста, 41 км на південний схід від Бакеу, 105 км на південь від Ясс, 112 км на північний захід від Галаца, 138 км на північний схід від Брашова.

## Населення
За даними перепису населення 2002 року у селі проживали 403 особи, усі — румуни. Усі жителі села рідною мовою назвали румунську.